# 命運之人
《命運之人》是日本女作家山崎豐子以1970年代轟動一時的政府機密外交電文洩漏案件「西山事件」為藍本寫成的長篇小說。
在《文藝春秋》2005年1月號至2009年2月號上連載了五年，2009年出版單行本全4卷。2010年11月至2011年2月，出版文春文库版全4卷。獲得第63回每日出版文化賞（每日新聞社主辦）特別賞。

## 情節
每朝新聞社政治部記者弓成亮太，在採訪日本與美國就沖繩返還問題而舉行的談判時，懷疑日本政府就美軍基地撤走後的土地復原費用問題給美國墊付了大量金錢。一心想有所作為的弓成通過與外務省女事務官三木昭子關係獲得機密情報，公諸於世，引起軒然大波。弓成演變為日本首位國家機密洩露者，他的人生和命運就此發生重大的改變。

## 主要角色
【】內為角色影射的現實人物或團體

### 弓成家族與相關人物

#### 弓成家
弓成亮太【西山太吉】
作品的主人公。初登場時40歳。福岡縣北九州市出身。1971年時是毎朝新聞社【毎日新聞社】霞關俱樂部所属。1972年2月因人事變動轉往永田町俱樂部。人稱「弓」、「弓先生」。
弓成由里子【西山啓子】
弓成亮太的妻子。八雲家的長女。芙佐子的姊姊。神奈川縣逗子市出身。興趣是彈鋼琴。
弓成洋一
弓成亮太的長子。初登場時是小學三年級學生。樣貌和亮太相似。
弓成純二
弓成亮太的次子。初登場時是小學一年級學生。樣貌和由里子相似。
弓成正助
弓成亮太的父親。香川縣出生。居住在北九州。70歳。經營者果物屋「弓成果青」【西山青果】。

#### 八雲家
父親、母親
由里子、芙佐子、哥哥的雙親。住在逗子市。全都名字不詳。
哥哥
八雲家的長男。大手電機機械工程師。名字不詳。
哥哥的妻子
名字不詳。
芙佐子
八雲家的次女。由里子的妹妹。3個孩子的母親。
芙佐子的丈夫
在醫院工作的醫生。名字不詳。
松子
由里子的叔母。嫁往了名門私學創立者的一族。
鯉沼玲
由里子的表兄，與由里子同年。建築家。居住在波士頓。

### 毎朝新聞
清原
派駐外務省的記者。
志木
派駐外務省的記者。
金田
派駐外務省的記者。
司脩一【上田健一】
政治部長，10年前是派駐外務省的記者。
久留
主筆。
牧野
編輯局長。
荒木
社會局長。

### 讀日新聞
山部一雄【渡邊恒雄】
讀日新聞社【讀賣新聞社】記者。

### 外務省
安西傑【安川壯】
外務審議官（經濟擔當）。
三木昭子【蓮見喜久子】
外務審議官下屬的事務官。38歳。
山本勇
外務審議官下屬的事務官。50歳半。

### 政治家
佐橋慶作【佐藤榮作】
內閣總理大臣（首相）。此角色在山崎豐子另兩部作品《華麗一族》、《不毛地帶》亦有登場。
福出武夫【福田赳夫】
大藏大臣、福出派會長、外務大臣。
田淵角造【田中角榮】
佐橋派「共同經營者」→內閣總理大臣。
小平正良【大平正芳】
弘池會會長→外務大臣。
橫溝宏【横路孝弘】
社進黨【日本社會黨】國會議員。律師。

### 律師

#### 弓成亮太的相關人物
大野木正【大野正男】
在中央法律事務所工作，44歳的壯年律師。律師團中實際的領導者。
高槻
檢察官出身。
伊能
司法界的重要人物。律師團團長。
山谷
西江

#### 三木昭子的相關人物
坂元勳
三木昭子的辯護律師。

### 沖繩篇
謝花路
母親小敏與美軍戰鬥機飛行員之間生下的獨生女。住在讀谷村，是個單身貴族。在讀谷玻璃工房的名人與稻嶺下工作。
謝花榮義
小滿的爺爺。謝花商店的經營者。
渡久山朝友
住在讀谷村，在當地的國中擔任教頭工作。小鶴的丈夫。
渡久山鶴
朝友的妻子。第二次世界大戰中，在沖繩戰役中作為學徒隊員，有從軍的經驗。

## 書籍訊息
單行本
1. 2009年4月25日發行，ISBN 9784163281100
2. 2009年4月25日發行，ISBN 9784163281209
3. 2009年5月30日發行，ISBN 9784163281308
4. 2009年6月30日發行，ISBN 9784163281407

文庫本
1. 2010年12月10日發行，ISBN 9784167556068
2. 2010年12月10日發行，ISBN 9784167556075
3. 2011年1月10日發行，ISBN 9784167556082
4. 2011年2月10日發行，ISBN 9784167556099

翻譯本
1. 臺灣：2011年1月24日（中文版上集），ISBN 9789573327653
2. 臺灣：2011年1月24日（中文版中集），ISBN 9789573327660
3. 臺灣：2011年3月1日（中文版下集），ISBN 9789573327677

## 電視劇
2012年1月15日，TBS電視台將本作改編成電視劇。由本木雅弘主演。2012年10月27日至12月1日於香港無線精選台播出，2014年2月13日起於台灣緯來日本台播出。

### 登場人物及演員陣容
演員姓名後有※者，皆有在「最終話－沖繩篇」登場。

#### 主要人物
- 弓成亮太：本木雅弘（香港配音：潘文柏）※

毎朝新聞社政治部記者。
- 弓成（八雲）由里子：松隆子（香港配音：陸惠玲）※

弓成亮太的妻子。
- 三木（澤田）昭子：真木陽子（香港配音：曾秀清）※

外務省事務官，為外務省審議官安西傑的部下。
- 山部一雄：大森南朋（香港配音：陳卓智）※

讀日新聞社政治部記者。弓成亮太的好友。
- 佐橋慶作：北大路欣也（香港配音：張炳強）

日本首相。

#### 毎朝新聞社
- 司修一：松重豐（香港配音：陳欣）

政治部部長→論説委員
- 清原了：北村有起哉（日语：北村有起哉）（香港配音：麥皓豐）

政治部記者。外務省記者俱樂部→永田町記者俱樂部
- 金田滿：遠藤雄彌 （香港配音：曹啟謙）

政治部記者。外務省記者俱樂部→永田町記者俱樂部
- 仲村明：笠原秀幸（日语：笠原秀幸）（香港配音：關令翹）

政治部記者。永田町記者俱樂部。
- 荒木繁：杉本哲太（香港配音：蕭徽勇）

社會部寫字台。
- 齊田透：淵上泰史（日语：淵上泰史）（香港配音：張方正）

社會部司法負責人。
- 萩野孝和：梶原善（日语：梶原善）（香港配音：蔡德鈞）

整理部寫字台。
- 惠比壽史朗：緒方義博（日语：緒方義博）（香港配音：林國雄）

銷售部長。
- 久留聰一：吉田鋼太郎（香港配音：盧國權）

主筆。
- 大館智文：錦引勝彦（日语：錦引勝彦）（香港配音：譚炳文）

社長。

#### 外務省
- 安西傑：石橋凌（香港配音：譚炳文）

經濟擔當審議官。
- 山本勇：小松和重（日语：小松和重）（香港配音：李錦綸）

事務官、安西傑的部下。
- 林：石丸謙二郎（香港配音：朱子聰）

事務次官。
- 吉田孫六：升毅（日语：升毅）（香港配音：招世亮）

美國局長。
- 川崎一郎：奧田達士（日语：奧田達士）（香港配音：陳廷軒）

北美第一課長。
- 砂川：望願征爾（日语：ノゾエ征爾）（香港配音：雷霆）

人事課課長。
- 兒玉：伊藤正之（日语：伊藤正之）（香港配音：張錦江）

人事課課長。

#### 政界人士
- 愛川輝一：大和田伸也（香港配音：盧國權）

外務大臣。第三次佐橋改造內閣後，辭任。
- 田淵角造：不破萬作（香港配音：林國雄）

自由黨幹事長。通商產業大臣（第三次佐橋改造內閣後）→內閣總理大臣
- 福出赳雄：笹野高史（日语：笹野高史）（香港配音：黃子敬）

大藏大臣→外務大臣（第三次佐橋改造內閣後）
- 鈴森善市：田窪一世（日语：田窪一世）（香港配音：陳曙光）

自由黨總務會長。
- 小平正良：柄本明（香港配音：林保全）

自由黨小平派會長。
- 曽根川靖弘：本田博太郎（日语：本田博太郎）（香港配音：招世亮）

自由黨曾根川派會長。原為通商産業大臣（田淵内閣）→内閣總理大臣
- 橫溝宏：市川龜治郎（日语：市川亀治郎）（香港配音：馮錦堂）

社進黨眾議院議員，原為律師。

#### 警察
- 十時正春：伊武雅刀（香港配音：招世亮）

警察廳長官。
- 井口：小市慢太郎（香港配音：陳永信）

警察廳搜査第二課智能犯第4係班長。
- 郷田：長谷川公彥（日语：長谷川公彦）（香港配音：張錦江）

警察廳搜査第二課課長。
- 岩代：山本龍二（日语：山本龍二）（香港配音：蘇強文）

警察廳搜査第二課警部補。

#### 弓成家、八雲家
- 弓成正助：橋爪功（日语：橋爪功） （香港配音：陳曙光）

弓成亮太的父親，洋一和純二的爺爺，是北九州青果協同組合弓成青果社長。
- 弓成洋一：今井悠貴（少年時期：第1－8話，最終話）（香港配音：黃麗芳）、菅田將暉（青年時期：第9話）（香港配音：李鎮然）

弓成亮太和由里子的長男。
- 弓成純二：山崎龍太郎（日语：山崎竜太郎） （少年時期：第1－8話，最終話）（香港配音：伍秀霞）、萩野利久（青年時期：第9話）（香港配音：伍秀霞）

弓成亮太和由里子的次男。
- 八雲泰造：山本圭 （香港配音：陳永信）

弓成由里子的父親，洋一、純二、美奈的外公。
- 八雲（鯉沼）加世：高林由紀子（日语：高林由紀子）（香港配音：袁淑珍）※

弓成由里子的母親，洋一、純二、美奈的外婆。
- 青山（八雲）芙佐子：柴本幸（香港配音：鄭麗麗）※

弓成由里子的妹妹，洋一、純二的阿姨，美奈的母親。
- 青山美奈：甲斐惠美利（日语：甲斐惠美利）（香港配音：羅孔柔）

青山芙佐子的女兒。
- 鯉沼玲：長谷川博己（香港配音：雷霆）

弓成由里子的表哥，建築師。

#### 法律界相關人士
- 高槻：伏見哲夫（香港配音：朱子聰）

弓成亮太辯護律師。
- 山谷：佐野元哉（日语：佐野元哉）（香港配音：雷霆）

弓成亮太辯護律師。
- 大野木正：柳葉敏郎（香港配音：葉振聲）※

弓成亮太辯護律師。
- 坂元勲：吹越滿（香港配音：陳廷軒）

三木昭子的辯護律師，警察廳出身，與政府高層及警察廳有某種關係。
- 正木道夫：矢島健一（日语：矢島健一）（香港配音：李錦綸）

東京地方檢察廳副檢察官。
- 藪谷哲司：水橋研二（日语：水橋研二）（香港配音：劉昭文）

東京地方檢察廳特別調查部檢察官。
- 笠間繁昌：阪田雅信（日语：阪田マサノブ）（香港配音：葉振聲）

東京地方檢察廳特別調查部檢察官。
- 森靖之：淺野和之（日语：浅野和之）（香港配音：陳永信）

東京地方檢察廳審判部檢察官。
- 本山拓：大鷹明良（日语：大鷹明良）（香港配音：黃子敬）

東京地方裁判法院裁判長。
- 增見豐：鶴見辰吾（香港配音：李錦綸）

東京高等檢察廳公判部檢察官。
- 木柿：小林勝也（日语：小林勝也）（香港配音：譚炳文）

東京高等裁判法院裁判長。

#### 週刊記者
- 鳥井裕三：齋藤歩（日语：斎藤歩）（香港配音：張錦江）※
- 松中雄也：真島秀和（香港配音：黃啟昌）※

#### 三木家
- 三木琢也：原田泰造（搞笑組合「海王星」）（香港配音：蘇強文）※

三木昭子的丈夫，原在外務省任職，之後因病退休。

#### 其他
- 坂元千惠子：黑澤明日香（日语：黒沢あすか）（香港配音：謝潔貞）

坂元勲的妻子。
- 枝川清美【市川房枝】：布施繪理（日语：ふせえり）（香港配音：沈小蘭）

女性人權活動家。「三木女士守護會」代表。
- 長谷川勝次：半海一晃（日语：半海一晃）（香港配音：李錦綸）

弓成青果的經理。
- 中原平吉：平賀雅臣（日语：平賀雅臣）（香港配音：朱子聰）

中原蜜柑園的負責人。
- 精品店店長：綾田俊樹（日语：綾田俊樹）（香港配音：陳永信）

#### 沖繩篇
- 謝花路[註 1]：美波（香港配音：劉惠雲）
- 渡久山朝友：泉谷茂（日语：泉谷しげる）（少年時期：普久原男）（香港配音：譚炳文）
- 渡久山鶴（渡久山ツル）：山本道子（日语：山本道子 (女優)）（香港配音：林丹鳳）
- 照屋賢勇：三浦貴大（香港配音：曹啟謙）
- 與那嶺真榮：普久原明（香港配音：張炳強）
- 儀保明：津田寛治（日语：津田寛治）（香港配音：陳廷軒）
- 天願崇：宮平安春（香港配音：梁偉德）
- 島袋善祐：平泉成（香港配音：陳永信）
- 安仁屋猛：津嘉山正種（日语：津嘉山正種）（香港配音：黃子敬）
- 我樂政規：Lily Franky（香港配音：葉振聲）
- 少女：（香港配音：陳皓宜）

### 製作團隊
- 原作：山崎豐子「命運之人」（文藝春秋刊）
- 編劇：橋本裕志
- 導演：土井裕泰、吉田健（日语：吉田健）
- 製作人：瀨戶口克陽（日语：瀨戶口克陽）
- 製作著作：TBS

## 收視率
| 話數                                                    | 播放日期      | 原文副標題 | 中文副標題                                                                                     | 導演     | 收視率 |
| ------------------------------------------------------- | ------------- | ---------- | ---------------------------------------------------------------------------------------------- | -------- | ------ |
| 第1話                                                   | 2012年1月15日 |            | 疑惑的一夜                                                                                     | 土井裕泰 | 13.0%  |
| 第2話                                                   | 2012年1月22日 |            | 被洩漏的秘密                                                                                   | 土井裕泰 | 11.3%  |
| 第3話                                                   | 2012年1月29日 |            | 背叛的代價                                                                                     | 土井裕泰 | 11.6%  |
| 第4話                                                   | 2012年2月5日  |            | 被揭穿的關係                                                                                   | 吉田健   | 11.6%  |
| 第5話                                                   | 2012年2月12日 |            | 被撕裂的家族                                                                                   | 吉田健   | 10.8%  |
| 第6話                                                   | 2012年2月19日 |            | 女人的復仇                                                                                     | 土井裕泰 | 9.9%   |
| 第7話                                                   | 2012年2月26日 |            | 衝擊的判決明暗分成的結果!!                                                                     | 土井裕泰 | 13.2%  |
| 第8話                                                   | 2012年3月4日  |            | 逆轉判決!?瘋狂女子的意念                                                                       | 吉田健   | 10.4%  |
| 第9話                                                   | 2012年3月11日 |            | 迎向結局－下屬最後的審判                                                                       | 吉田健   | 11.9%  |
| 最終話                                                  | 2012年3月18日 |            | 光榮與挫折〜重生的故事在沖繩終於完結!! 40年前的真相和奇蹟導致衝撃的結果 －命運作弄著三人的未來 | 土井裕泰 | 14.1%  |
| 平均收視率11.8%（收視率由Video Research於關東地區統計） |               |            |                                                                                                |          |        |

## 劇中角色影射人物的抗議
渡邉恒雄對於該連續劇中有關山部一雄的部分表示「該角色與實際人物及事實不符」。渡邊於2012年2月19日的《週日每日》發表文章，表示對《命運之人》這部連續劇的劇情感到「相當憤怒」。對於以西山太吉為藍本所創造的劇中主角，渡邊表示劇中的敘述與事實不符。

## 外部連結
- 緯來日本台官方網站（页面存档备份，存于）

## 節目的變遷
| 日本TBS 周日劇場                     | 日本TBS 周日劇場                     | 日本TBS 周日劇場 |
| ------------------------------------ | ------------------------------------ | ---------------- |
|                                      | 命運之人 （2012.01.15 - 2012.03.18） |                  |
| 南極大陸 （2011.10.16 - 2011.12.18） | ATARU （2012.04.15 - 2012.06）       |                  |

| 香港 無綫精選台 星期六16:45-18:30及22:45-00:30                                     | 香港 無綫精選台 星期六16:45-18:30及22:45-00:30 | 香港 無綫精選台 星期六16:45-18:30及22:45-00:30 |
| ---------------------------------------------------------------------------------- | ---------------------------------------------- | ---------------------------------------------- |
|                                                                                    | 命運之人 （2012.10.27 - 2012.12.01）           |                                                |
| 東京癲狗 （2012.09.15 - 2012.10.20）                                               | 神探伽俐略 （2012.12.08 - 2013.01.05）         |                                                |
| 香港 無綫電視翡翠台 星期一 凌晨劇集時段 （每次播映兩集） 3月3日及4月7日 只播映一集 |                                                |                                                |
| 遺留搜查2 （2014.01.06 - 2014.01.27）                                              | 命運之人 （2014.03.03 - 2014.04.07）           | （2014.04.14 - 2014.05.12）                    |

| 緯來日本台 週一至五22:00    | 緯來日本台 週一至五22:00    | 緯來日本台 週一至五22:00 |
| --------------------------- | --------------------------- | ------------------------ |
|                             | （2014.02.13 - 2014.02.27） |                          |
| （2014.02.05 - 2014.02.12） | （2014.03.03 - 2014.03.13） |                          |